# Kullamaa (gemeente)
Kullamaa (Estisch: Kullamaa vald) is een voormalige gemeente in de Estlandse provincie Läänemaa. De gemeente telde 1093 inwoners (1 januari 2017) en had een oppervlakte van 224,5 km². In oktober 2017 ging Kullamaa op in de fusiegemeente Lääne-Nigula.
De landgemeente telde veertien dorpen, waarvan Koluvere en het bestuurlijke centrum Kullamaa de grootste waren. Bij Koluvere bevindt zich een kasteel dat uit de 13de eeuw dateert en ooit de residentie was van de bisschop van Ösel-Wiek (Saare-Lääne). Later werd het de kern van een landgoed.
Kullamaa heeft een monumentale kerk die eveneens uit de 13de eeuw dateert. De toren en het koor zijn neogotisch. In Kullamaa werd de in Duitsland gestorven componist Rudolf Tobias in 1992 herbegraven.

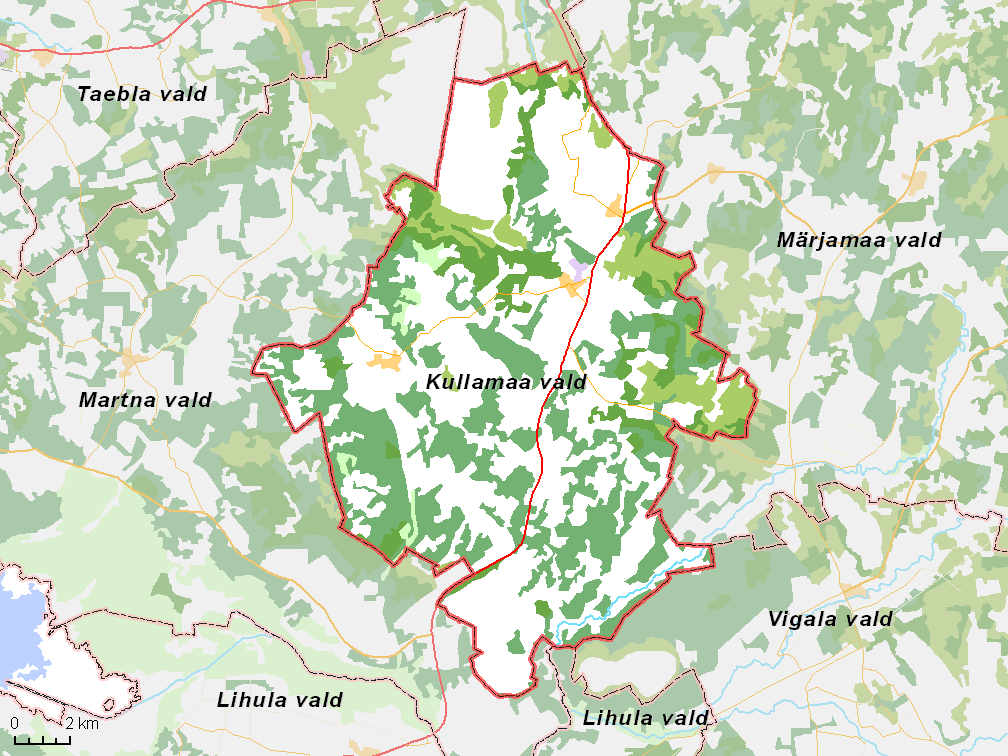
De gemeente met omliggende gemeenten, situatie begin 2013